# Буково-Дуже
Буково-Дуже (пол. Bukowo Duże) — село в Польщі, у гміні Вонсош Ґраєвського повіту Підляського воєводства.
Населення — 132 особи (2011).

## Демографія
Демографічна структура станом на 31 березня 2011 року:
|          | Загалом | Допрацездатний вік | Працездатний вік | Постпрацездатний вік |
| -------- | ------- | ------------------ | ---------------- | -------------------- |
| Чоловіки | 67      | 17                 | 42               | 8                    |
| Жінки    | 65      | 23                 | 31               | 11                   |
| Разом    | 132     | 40                 | 73               | 19                   |